# La Maja nue
Pour les articles homonymes, voir La Maja nue (homonymie).
La Maja nue (La Maja desnuda) est un tableau réalisé sur commande et peint avant 1800 par Goya, plus précisément entre 1790 et 1800, date de la première référence documentée pour ce travail. L'une de ses œuvres les plus connues, elle a formé le pendant avec La Maja vêtue (La Maja vestida), datée entre 1802 et 1805, probablement réalisée à la demande de Manuel Godoy, puisqu'il est certain qu'elles faisaient partie d'un cabinet de peintures de sa demeure.
Dans les deux tableaux est représenté en entier le corps de la même femme, allongée paisiblement sur des coussins et regardant face au spectateur. Il ne s'agit pas d'un nu mythologique, mais de la représentation d'une vraie personne, contemporaine de Goya, et, y compris à son époque, qu'on appelait La Gitane. L'antériorité de La Maja nue indique qu'au moment où il a été peint, le tableau n'était pas conçu pour avoir un pendant.
On a supposé que la personne représentée était la duchesse d'Albe, puisqu'à la mort de cette dernière en 1802, tous ses tableaux passèrent en propriété à Godoy, dont on sait que les deux Majas lui ont appartenu, de la même façon que ce qui s'est passé pour la Vénus à son miroir de Velázquez. Malgré tout, il n'existe aucune preuve décisive que ce visage ait appartenu à la duchesse, ni que La Maja nue n'ait pu parvenir à Godoy d'une autre façon, par exemple par une commande directe qu'aurait faite Goya. Pour de nombreux historiens, d'ailleurs, il s'agirait plutôt de Pepita Tudó, maîtresse du premier ministre Manuel Godoy et peinte pour son cabinet secret.

## Analyse
La toile représente une maja, une belle femme. Dans la conception de ce tableau, c'est le dessin qui est décisif, pour la raison que prédomine une gamme chromatique froide qui montre l'influence du néo-classicisme, même si Goya va bien au-delà d'un « isme » ou d'un autre.
Bien qu'apparaisse partout l'esthétique du néo-classicisme, comme dans d'autres œuvres  de Goya, celle-là est audacieuse et même risquée pour son époque, comme audacieuse est l'expression du visage et l'attitude du corps du modèle : elle semble sourire, satisfaite et heureuse de sa beauté. C'est, selon les sources, probablement la première ou l'une des premières œuvres d'art occidentales dans laquelle apparaît un pubis féminin poilu sans prendre l'alibi de la mythologie ou sans connotations négatives évidentes.
On peut souligner la luminosité particulière que Goya donne au corps de cette femme dénudée, luminosité qui contraste avec le reste de l'atmosphère, et, jointe à cette luminosité l'expressivité typique que Goya sait donner aux yeux.
Si la culture occidentale, jusqu'à Goya et depuis des siècles, avait presque toujours eu recours à des subterfuges pour représenter la femme nue (par exemple, des thèmes mythologiques), dans La Maja nue, c'est à une vraie femme que nous avons affaire.
Il est remarquable que, malgré la force des coups de pinceaux qui caractérise Goya, l'artiste s'est appliqué à traiter les chairs et les ombres en les accompagnant d'une figuration subtile des tissus ; la coloration joue minutieusement avec les verts qui contrastent avec les blancs et les rosés, si bien que cette jeune beauté semble presque flotter grâce à son éclat et sa délicatesse, flotter dans un espace sombre qu'elle illumine.

## Histoire de l'œuvre
On sait qu'au début, les deux grands tableaux, La Maja vêtue et La Maja nue, étaient la propriété de Manuel Godoy ; le tableau avec la femme habillée était placé sur le tableau avec la femme nue, et c'était un mécanisme qui permettait de découvrir le second. Ils se trouvent tous les deux au Musée du Prado depuis 1910. Auparavant, ils étaient conservés à l'Académie royale des beaux-arts de San Fernando, mais dans une salle réservée, d'accès restreint, où l'on reléguait les nus quelque peu osés.
L'histoire de l'œuvre est en elle-même intéressante par ses péripéties : en 1807, Ferdinand VII la confisqua à Godoy, et, en 1814, l'Inquisition décida de la cacher au public pour « obscénité » et engagea un procès contre Goya, mais le peintre fut acquitté grâce à l'influence du cardinal Don Luis María de Borbón y Vallabriga.
Que de telles peintures aient été à l'origine propriétés de Godoy semble lever le voile sur la question de savoir qui est la femme représentée. Une amitié, sans doute intime, liait Goya à la treizième duchesse d'Albe María del Pilar Teresa Cayetana de Silva y Alvarez de Toledo, dont il fit plusieurs portraits ; leur traitement pictural laisse voir une profonde tendresse, et en raison de nombreuses similitudes entre la belle duchesse et la femme représentée dans Les Majas (La Maja vêtue et, surtout, La Maja nue), on considère que c'est elle qui était représentée.

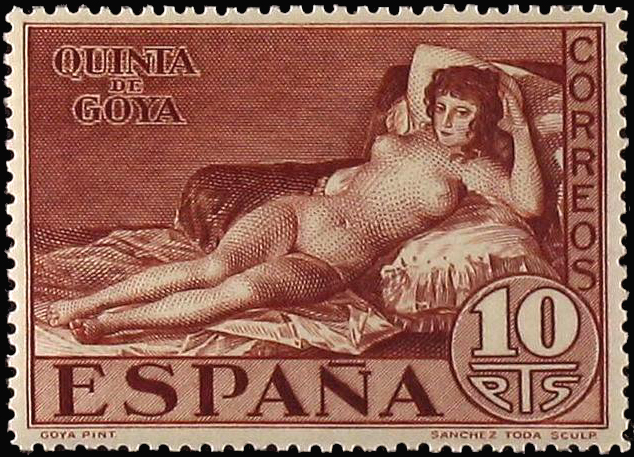
La Maja nue sur un timbre-poste espagnol de 1930.

En 1845 Louis Viardot publia dans Les Musées d'Espagne l'opinion que la femme représentée était la duchesse et, à partir de là, la discussion critique n'a jamais cessé d'évoquer cette possibilité. Joaquín Ezquerra del Bayo, dans son livre La Duquesa de Alba y Goya affirme, en se fondant sur la similitude de la posture et les dimensions des deux Majas, qu'elles étaient disposées de façon que, par un ingénieux mécanisme, la Maja vêtue couvrît la Maja nue ; c'était une sorte de jouet érotique du cabinet le plus secret de Godoy. On sait qu'au XIXe siècle le duc d'Osuna a utilisé ce procédé avec un tableau qui, grâce à un mécanisme, en laissait voir un autre montrant un nu.
Toutefois les dates, et le fait que les œuvres en question ont fait partie à l'origine d'une collection pratiquement secrète de Godoy, ont amené à considérer comme plus probable que le modèle directement représenté était celle qui à l'époque était la maîtresse de Godoy et qui fut ensuite son épouse, Pepita Tudó.
Quoi qu'il en soit, étant donné certaines ressemblances physiques entre les deux femmes, il est probable que Goya en peignant Pepita Tudó ait aussi évoqué la Cayetana, comme on appelait familièrement la duchesse d'Albe, et l'ait ainsi immortalisée.

## Postérité
La Maja nue a été une source d'inspiration pour la pose de l'Olympia de Manet.
Le 15 juin 1930, les postes espagnoles émirent une série de timbres, valant respectivement 1, 4 et 10 pesetas, au motif de la Maja nue ; c'était la première fois qu'une femme nue apparaissait en philatélie, ce qui provoqua un scandale. La même année, le gouvernement des États-Unis interdit et fit retourner à leurs expéditeurs toutes les lettres d'Espagne portant ces timbres.
La Maja nue est l'un des tableaux de Goya sélectionné par le peintre péruvien Herman Braun-Vega pour figurer dans une version "à la manière de Goya et Picasso" parmi les œuvres ayant inspiré sa réflexion picturale, sur le mur du fond de la grande salle du panneau central du triptyque La familia informal de la collection du musée Ralli Marbella, qui imite la disposition de la grande salle des Ménines de Vélasquez.